# Люй Сючжи
Люй Сючжи (кит.: 吕秀芝) — китайська легкоатлетка, що спеціалізується в спортивній ходьбі, олімпійська медалістка, призерка чемпіонату світу. 
Люй була срібною медалісткою Пекінського чемпіанату світу 2015 року.
Бронзову олімпійську медаль вона виборола на дистанції 20 км на Олімпіаді 2016 року в Ріо-де-Жанейро. 

## Зовнішні посилання
- Люй Сючжи — профіль на сайті Світової легкої атлетики (англ.)